# Velicsko Concsev
Velicsko Concsev (bolgár betűkkel Величко Цончев; Veliko Tarnovo, 1942. április 5. –) bolgár nemzetközi labdarúgó-játékvezető.

## Pályafutása

### Nemzetközi játékvezetés
A Bolgár labdarúgó-szövetség Játékvezető Bizottsága (JB) 1979-ben terjesztette fel nemzetközi játékvezetőnek, a Nemzetközi Labdarúgó-szövetség (FIFA) bíróinak keretébe. Több nemzetek közötti válogatott és klubmérkőzést vezetett.  A bolgár nemzetközi játékvezetők rangsorában, a világbajnokság-Európa-bajnokság sorrendjében többedmagával a 6. helyet foglalja el 3 találkozó szolgálatával. Az aktív nemzetközi játékvezetéstől 1992-ben  búcsúzott.

#### Világbajnokság
A világbajnoki döntőhöz vezető úton Spanyolországba a XII., az 1982-es labdarúgó-világbajnokságra a FIFA JB bíróként alkalmazta.
| Időpont           | Helyszín                  | Mérkőzés típusa           | Mérkőzés              | Eredmény | Nézők száma |
| ----------------- | ------------------------- | ------------------------- | --------------------- | -------- | ----------- |
| 1981. december 5. | San Paolo Stadion, Nápoly | előselejtező (5. csoport) | Olaszország–Luxemburg | 1 : 0    | 49 247      |

#### Európa-bajnokság
1984-ben rendezték az U21-es labdarúgó-Európa-bajnokságot, ahol az UEFA JB bíróként foglalkoztatta.
| Időpont           | Helyszín                      | Mérkőzés típusa           | Mérkőzés         | Eredmény |
| ----------------- | ----------------------------- | ------------------------- | ---------------- | -------- |
| 1983. április 22. | Kijelölt Stadion, Törökország | előselejtező (6. csoport) | Törökország–NSZK | 0 : 1    |

Az európai-labdarúgó torna döntőjéhez vezető úton Franciaországba a VII., az 1984-es labdarúgó-Európa-bajnokságra és Német Szövetségi Köztársaságba a VIII., az 1988-as labdarúgó-Európa-bajnokságra az UEFA JB játékvezetőként foglalkoztatta.
| Időpont            | Helyszín                        | Mérkőzés típusa           | Mérkőzés              | Eredmény | Nézők száma |
| ------------------ | ------------------------------- | ------------------------- | --------------------- | -------- | ----------- |
| 1983. december 14. | Kairaskaki Stadion, Piraeus     | előselejtező (3. csoport) | Görögország–Luxemburg | 1 : 0    | 8 000       |
| 1986. december 3.  | Greece Makario Stadion, Nicosia | előselejtező (5. csoport) | Ciprus–Görögország    | 2 : 4    | 10 000      |

#### Nemzetközi kupamérkőzések

##### UEFA-kupa
| Időpont              | Helyszín                      | Mérkőzés típusa           | Mérkőzés                   | Eredmény |
| -------------------- | ----------------------------- | ------------------------- | -------------------------- | -------- |
| 1986. szeptember 17. | Marcel Saupin Stadion, Nantes | első kör (első selejtező) | FK Dinamo Minszk–Győri ETO | 2 : 4    |